# Roosvelt Rodríguez
Roosvelt Rodríguez Rengifo (Bugalagrande, Valle del Cauca, 28 de junio de 1958) es un político, abogado y constitucionalista colombiano. En el año 2014 fue elegido Senador de la República.

## Biografía
Roosvelt Rodríguez es Abogado de la Universidad Libre con especializaciones en Derecho Administrativo y Derecho Constitucional de la misma universidad. Fue concejal de Cali y Secretario de tránsito y transporte de la misma ciudad. En las Elecciones legislativas de Colombia de 2006 fue elegido Representante a la cámara por el Valle del Cauca con 26.993 votos. En 2010 fue reelecto con 26.148 votos. En las Elecciones legislativas de Colombia de 2014 dio el salto al Senado de la República de Colombia por el Partido de la U con 100.229 votos.

## Controversia de los ataques con ácido
En mayo de 2015, la Comisión Primera de la Cámara de Representantes aprobó en primer debate el proyecto de ley 171 de 2015, que endurece las penas con penas mínimas de 12 años y un máximo de 50 años para quienes utilicen ácido en agresiones, dando vía libre para su eventual aprobación.
Sin embargo, en agosto de 2015 Rodríguez rechazó el proyecto de aumento de penas por ataque por ácido, argumentando que la norma es "discriminatoria" y proponiendo el hundimiento de la misma a través de una ponencia negativa. Esto causó revuelo entre las víctimas de los ataques y muchos sectores de la sociedad colombiana. Su posición fue respaldada por el recientemente creado Consejo de Política Criminal, organismo que argumentando que esta ley crearía  congestión en la justicia.